# 原理主義
原理主義（げんりしゅぎ、英語: fundamentalism、ファンダメンタリズム）は、主に以下の意味で使用されている。
- キリスト教の用語で、聖書の無謬性を主張する思想や運動（キリスト教根本主義）。対比語は自由主義神学（リベラル、リベラリズム）、近代主義（モダニスト）、世俗主義など。
- 上記より派生し、広く聖典や教義を墨守する信仰や立場（イスラム原理主義など）、更には基本的な原理原則を厳格に守ろうとする立場（市場原理主義など）。対比語は世俗主義、相対主義、修正主義、多元主義など。

## 概要
「ファンダメンタリズム」はもともとアメリカ合衆国の保守的プロテスタント派が1920年代に使用したキリスト教の神学用語である。初期のファンダメンタリズムは、当時のプロテスタント主流派のモダニスト（近代主義者）に対抗した神学運動であったが、その後、北米のプロテスタント派内の穏健な保守派はエバンジェリカル（福音派）と呼称され、超保守派を指してファンダメンタリズム（キリスト教原理主義）と呼ばれるようになった。
一方、イラン革命（1979年）以降、アメリカのジャーナリズム等において、イスラームの急進的な政治運動に対し、キリスト教のファンダメンタリズムとのアナロジーから「Islamic fundamentalism」という用語が使われるようになった。日本にこれが輸入された際「イスラム原理主義」と和訳された。さらにこの表現が敷衍され、日本のキリスト教界では「根本主義」と翻訳されていたキリスト教のファンダメンタリズムに対して、キリスト教原理主義という訳語が使われるようになった（主に現在の北米の宗教右派に対する呼称として使われる）。他の宗教にも同じくヒンドゥー原理主義、ユダヤ原理主義といった用法が派生している。
今日、「原理主義」という言葉はマスメディア等において広く流通しており、宗教学や社会科学の文脈においては、聖典を文字通りに受け取ろうとする態度や、世俗主義に反対する傾向などを特徴とする運動や思想を指す言葉として使われるようになっている。しかし厳密な定義があるわけではなく、学術的にも通俗的にも原理主義という語の適用範囲は定まっていない。原理主義という語は、「単一の価値観だけを信奉し、他者の価値観を排撃する」という意味で、嫌悪する意図で使用される例が多い。そのため、ごく一部の例外を除き当事者によって自称されることはない。
アカデミズムにおいては、原理主義という用語を比較宗教学的・通文化的な分析のための概念として活用しようとする立場、通宗教的な比較のための概念としては厳密性を欠くとしてその有効性を疑問視する立場、原理主義は不適切な差別用語として使われてきたので別の言葉で代替すべきであるとする立場がある。
日本語表現としての原理主義は1979年のイラン革命以前には、宗教学分野において植村正久により、「根本主義」と和訳された語が使われていた。本来は一部のプロテスタントの神学的立場を表す固有名詞・具体名詞なので、アメリカ合衆国ではファンダメンタリストにもそれ以外の人々にも知られていたが、アメリカ合衆国以外の国では、キリスト教徒以外の人々にとっては知名度が低い言葉であった。
一部のキリスト教徒の神学上の立場を表す意味で根本主義と日本語訳される場合と、原理主義と日本語訳される場合とでは、意味が異なる。「原理主義」と訳される場合は嫌悪の意味を含み、自称されることはない。
一神教に特徴的な思想であるが、仏教など多神教的傾向のある宗教においても、一部で明らかな原理主義が存在する。ミャンマーやスリランカには民族主義と結びついた仏教原理主義者が存在している。

## 一般用語としての原理主義
1991年にシカゴ大学の原理主義プロジェクトが発表した原理主義の一般化の定義
- イデオロギー的特徴
  - 近代化による宗教危機に対する反応
  - 選択的な教義の構築
  - 善悪二元論的な世界観
  - 聖典の無謬性の主張
  - 終末観的世界認識と救世思想
- 組織的特徴
  - 選民思想
  - 組織の内と外の明確な区別
  - カリスマ的な指導者の存在
  - 厳格な規律・行動規範

## キリスト教原理主義
キリスト教用語としてのファンダメンタリズムはキリスト教根本主義と同義語であり、固有名詞であり具体名詞である。本来は、1910年代に保守的なプロテスタントの神学者たちによって発行された一連の小冊子『ザ・ファンダメンタルズ』(The Fundamentals: A Testimony to the Truth〈根本的なもの：真理への証言〉）に由来する神学的専門用語であり、1920年代のアメリカ合衆国において、聖書の近代的な文献批評に抗して聖書無謬説を主張した福音主義の保守的プロテスタントが自らの神学的立場を表すために使用したものである。
19世紀後半、チャールズ・ダーウィンの進化論に代表される近代知の発展とキリスト教信仰の間に齟齬が生じると、近代に沿うように自由主義神学（リベラリズム）が生まれ、聖書は科学ではなく、聖書に記載されたイエスの復活などの奇跡は喩えであるとした。これに対して、聖書を字義通り信じることを信仰の核とする伝統主義神学の側から強い反発が起き、1910年から1915年にかけてアメリカ合衆国で伝統主義神学の主張をまとめた12冊の『ザ・ファンダメンタルズ』（原理・根本）と題した冊子が出版され、自由主義神学に対する抵抗が広がった。1920年に「ファンダメンタリスト」（原理主義者）という言葉が作られ、攻撃的なまでに伝統的信仰を維持しようとする勢力を呼ぶようになった。
かれらファンダメンタリストをもって自ら任じた人々の主張は、以下を伝統的なキリスト教の五つの根本（ファンダメンタルズ）とみなす認識や信条に基づいていた。
1. 聖書の無誤性
2. イエスは母マリアの処女懐胎により誕生
3. 代償的贖罪の教理（イエスの贖罪死）
4. イエスの体の復活
5. イエスの再臨

この5つの基本的信条は、1895年にナイアガラで開催された聖書会議で宣言されたものであった。聖書の無誤性を信じる聖書無謬説は自由主義神学の対義語である。
進化論教育を争点としたスコープス裁判（1925年）などを機に、ファンダメンタリズムという言葉は一般の人々にも知られるようになり、元は自称であったファンダメンタリストという言葉は、進化論を拒絶して近代科学と相容れない時代錯誤的な思想を主張する人々といったニュアンスを帯びた他者からのレッテルとしても使われるようになった。1960年代以降、聖書の無謬性を信じ、リベラル派に対抗する保守的プロテスタントは福音派などを自称するようになっており、これらが広義のファンダメンタリストとして一括りされることもあるが、今日一般には、ファンダメンタリストは北米の福音派の中でも特に強硬派を指していう。いずれの場合にしても、ファンダメンタリストという呼称は一部を除き自称とはされていない。
現代の（狭義の）キリスト教ファンダメンタリストと呼ばれる人々は下記のような政治的・社会的主張を行っている。
1. いかなる理由であっても妊娠中絶に反対する。例えば、母体が病気や身体機能の障害で、妊娠や出産の負荷により死亡する危険性が高い場合、多胎妊娠をした場合に母体の負担軽減や胎児の死亡確率の減少のための減数手術、性犯罪・強姦により被害者が望まない妊娠をして出産を望まない場合であっても妊娠中絶に反対する。
2. 妊娠中絶に対する反対に関連して、人工授精、代理出産などの生殖医療技術に反対する。
3. 純潔運動推進。男女が結婚（婚姻の届け出を行なう）前に性関係を持つこと、夫や妻以外の人との恋愛や性関係を持つことに反対する。
4. 同性愛、および、同性愛者の法律上の結婚に反対する。
5. 天文学、天体物理学、地球科学、生物学などの学問を学校教育で行うことを聖書の天地創造説を根拠に反対する。
6. バイオテクノロジー、バイオビジネスに反対する。

ファンダメンタリストは上記の信条・世界観や、政治的・社会的主張を、個人の宗教的な規範や価値観としてだけではなく、国家や社会の普遍的な規範や価値観として法制化し、その規範や価値観に基づいて国家や社会を統治すべき（つまり、他人にも強要・強制する）と主張している。ファンダメンタリストは自らの信条や世界観、その信条や世界観に基づく政治的・社会的主張に誇りを持っている。
ファンダメンタリスト以外の人々にとっては、宗教的にリベラルな人々にとっても、中道派の人々にとっても、保守派の人々にとっても、ファンダメンタリストが主張する信条や世界観、その信条や世界観に基づく政治的・社会的主張は、著しく極端な認識や考えなので、それ以外の人々の間では、狂信的で時代錯誤な教義を振りかざす集団と評価して、侮蔑や軽蔑の意味や感情を込めて、ファンダメンタリズム、ファンダメンタリストと表現されるようになった。
日本語表現としては、1979年のイラン革命が発生する前の時代には根本主義と表現されていた。

## イスラム原理主義
イスラームでは、19世紀末より、西洋的な近代社会概念や文化に反発するムスリムが、宗教的自覚をうながすために始めたイスラーム復興運動が起こった。
1979年のイラン革命により、アメリカ合衆国の傀儡政権であったパーレビ王政が打倒され、イランはイスラームと政治を統合したイスラム共和制の政治体制となった。
アメリカ合衆国の国民・報道・議会・政府はイランの革命政権を敵視して、アメリカ合衆国のファンダメンタリズムに対して持っていた、狂信的で時代錯誤な教義を振りかざす集団という評価と、それを表現する一般名詞として、本来の固有名詞の意味から派生して使われていたファンダメンタリズムという表現を、イスラームに対しても連結して熟語化して使用して、「Islamic fundamentalism」という表現を使用するようになった。
日本では報道業界等により「Islamic fundamentalism」が「イスラム教原理主義」と翻訳されたため、「fundamentalism」の日本語訳として原理主義という言葉が定着した。それに伴い、キリスト教の根本主義も報道においては「キリスト教原理主義」と訳されるようになってきている。宗教や他の方法論に原理主義の要素は多かれ少なかれ含まれてはいるが、この語「原理主義」は日本語としての歴史が浅いこともあって、キリスト教とイスラム教の一部を指す用法以外は未だ一般的ではない。
後にイスラーム系組織を名乗る勢力によるテロリズムが増加するとともに、イスラーム原理主義という表現はハマース、ヒズボラ、タリバーン、アル・カーイダ、ISILといった武装闘争を是とする勢力に対しても使用されるようになり、これに伴ってイスラム原理主義をテロリズムに結びつける傾向が強まったが、イスラム原理主義に括られているものの中には、ムスリム同胞団のように武装闘争に依らない大衆的なイスラム主義運動も含まれている。

## 市場原理主義
経済活動はすべて自由放任市場に任せれば、個別最適も部分最適も全体最適も達成・実現され、国民と国家に経済的に最大の富と利益と発展をもたらすと信じ、ゆえに、政府や議会は経済に対して、いかなる禁止・規制・支援・介入・監視もすべきではない、と信じる思想を、批判者が批判と軽蔑の意味を込めて使用する他称表現のことである。
- シカゴ学派のミルトン・フリードマンが主張した、政府が行うべきではない政策[25]。

1. 農産物の買い取り保障価格制度。
2. 輸入関税または輸出制限。
3. 商品やサービスの産出規制。
4. 物価に対する規制・統制。
5. 法定の最低賃金や上限価格の設定。
6. 産業や銀行に対する詳細な規制。
7. 通信や放送に関する規制。
8. 社会保障制度や福祉。
9. 事業・職業に対する免許制度。
10. 公営住宅および住宅建設の補助金制度。
11. 平時の徴兵制。
12. 国立公園。
13. 営利目的の郵便事業の禁止。
14. 国や自治体が保有・経営する有料道路。

## 関連図書
- 井上順孝、大塚和夫『ファンダメンタリズムとは何か』新曜社、1994年。ISBN 978-4788504943。
- 松本健一『原理主義』風人社、1992年。ISBN 978-4938643065。
- 山内昌之『「イスラム原理主義」とは何か』岩波書店、1996年。ISBN 978-4000027724。